# Мосьє Верду
«Мосьє Верду» (англ. Monsieur Verdoux) — американська «комедія вбивств» Чарлі Чапліна (1947). Перший фільм, в якому Чаплін повністю відмовився від маски бродяги Чарлі й створив абсолютно несхожий образ серійного вбивці. «Блискучий чорний гумор, близький до карикатури», не був зрозумілий і прийнятий публікою, і за «Мосьє Верду» надовго закріпилася репутація найбільш неоднозначного фільму Чапліна.

## Сюжет
Дія відбувається в Парижі 1930-х років. Анрі Верду (Чаплін) — немолодий, але чарівний джентльмен. Після тридцяти років сумлінної служби в банку він втратив роботу, коли настала велика депресія. Щоб утримувати прикуту до інвалідного візка дружину й школяра-сина, Верду став провертати одну за одною шлюбні афери. Він знаходив у різних частинах Франції одиноких багатих дам, представлявся їм холостяком, зваблював, одружувався і, заволодівши їхнім майном, із часом позбувався «подруг життя» за допомогою отрути. Така сама доля спіткала й поліцейського, якому вдалося вийти на слід «синьої бороди».
Після невдалої біржової спекуляції, спричиненої початком громадянської війни в Іспанії, Верду виявляється розореним. Його дружина і син вмирають, а разом із ними помирає й те, заради чого він жив. Він добровільно здається поліції і перед стратою декламує відомий вислів: «Убивство кількох людей робить вас злочинцем, убивство мільйонів — героєм».

## У ролях
- Чарлі Чаплін  — Анрі Верду
- Марта Рей  — Аннабелла Бонер
- Ісобель Елсом — Марі Гроне
- Мерилін Неш — дівчина з вулиці
- Меді Коррелл — Мона Верду
- Еллісон Роддан — Пітер Верду
- Роберт Льюїс  — Моріс Боттелло
- Одрі Бетц — Марта Боттелло
- Ада Мей  — Аннетт

## Цікаві факти
- У 1948 році паризький банківський клерк на прізвище Верду подав до суду на продюсерів фільму.
- Спочатку фільм мав знімати Орсон Веллс, а грати в ньому Чаплін, але останній заявив, що ніколи ще не знімався у фільмах, які ставив хтось інший і починати не збирається. Після чого викупив сценарій у Орсона Веллса і, трохи його переписавши, заявив у титрах, що сценарій його, а Веллс усього лише автор ідеї. На що Веллс оповів, мовляв, незважаючи на те, що сценарій здебільшого залишився його, він не заперечує, бо все одно це його найневдаліший сценарій.
- Незважаючи на чудові відгуки критиків і навіть номінацію на «Оскар» за найкращий сценарій, фільм із тріском провалився в американському прокаті через елементи «богохульства» й політичної сатири, а також політичних переконань Чапліна взагалі, неугодних тодішньому уряду США: в рік виходу, ті кінотеатри, де його все ж зважилися показати, пікетувалися Американським легіоном і Католицькими ветеранами війни, а проурядові газети розв'язали справжню травлю режисера.
- Луїс Бунюель уважав цей фільм одним із двох найкращих фільмів Чапліна (другий — «Золота лихоманка»).